# Episodi di Siska (quarta stagione)
Gli episodi della quarta stagione di "Siska" sono stati trasmessi per la prima volta in Germania nel 2001. In Italia, sono andati in onda in prima visione su Retequattro tra il 15 gennaio e il 19 febbraio 2003.
| nº | Titolo originale                 | Titolo italiano         | Prima TV Germania | Prima TV Italia          |
| -- | -------------------------------- | ----------------------- | ----------------- | ------------------------ |
| 1  | Die halbe und die ganze Wahrheit | Il ricatto              | 2001              | 15 gennaio 2003 - 22,15  |
| 2  | Das Böse an sich                 | L'arrampicatrice        | 2001              | 22 gennaio 2003 - 21,00  |
| 3  | Der Tote im Asphalt              | Il delitto irrisolto    | 2001              | 22 gennaio 2003 - 22,15  |
| 4  | Die Hölle des Staatsanwalts      | Il prezzo del silenzio  | 2001              | 29 gennaio 2003 - 21,00  |
| 5  | Letzte Zuflucht                  | La maestra              | 2001              | 29 gennaio 2003 - 22,15  |
| 6  | Der zweite Tod des Max Holler    | La seconda morte        | 2001              | 5 febbraio 2003 - 21,00  |
| 7  | 10 Minuten vor Mitternacht       | Debiti di gioco         | 2001              | 5 febbraio 2003 - 22,15  |
| 8  | Hexe im Feuer                    | Una lettera esplosiva   | 2001              | 12 febbraio 2003 - 21,00 |
| 9  | Eiskalt auf der Bahre            | Un cadavere sconosciuto | 2001              | 12 febbraio 2003 - 22,15 |
| 10 | Hass macht blind                 | Sospetti inaccettabili  | 2001              | 19 febbraio 2003 - 21,00 |